# Austrália nos Jogos Olímpicos de Verão de 1992
Austrália participou dos Jogos Olímpicos de Verão de 1992 em Barcelona, Espanha.